# ماركو ارتشر موريرا
ماركو ارتشر موريرا (بالبرتغالية: Caso Marco Archer‏) هو مهرب مخدرات برازيلي، ولد في 1961 في ريو دي جانيرو في البرازيل، وتوفي في 18 يناير 2015 في نوسا كامبانجان في إندونيسيا بسبب إعدام رميا بالرصاص.